# 笠置靜子

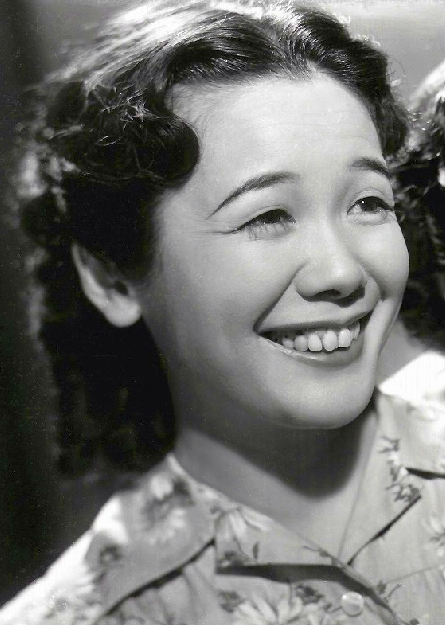
笠置靜子

笠置靜子（日语：笠置 シヅ子，1914年8月25日—1985年3月30日）是日本歌手及女演員，来自香川縣，本名为亀井靜子。稱為布吉女王。

## 外部連結
- 维基共享资源上的相關多媒體資源：笠置靜子